# ピラフ一味
ピラフ一味（ピラフいちみ）は、鳥山明の漫画『ドラゴンボール』と、それを原作としたアニメに登場する架空の一味である。
原作での初登場は其之十八「D.B.（ドラゴンボール）奪われる!!」。アニメでは『ドラゴンボール』第1話「ブルマと孫悟空」から登場している。

## 概要
ピラフを中心とし、ドラゴンボールを集めて世界征服を企む3人組。様々な悪事を企てるが、最後は3人そろって爆発で黒こげになったり、高所からから落下したりといったオチで締められるコメディリリーフ的なキャラクター。作品最初期から登場しており、初期の雰囲気を強く反映している。
メンバーは男2人女1人だが、特に意識はなく、夜は3人でベッドを並べて寝る場面がある。全員ウブな性格で、「投げキッス」をいやらしいことだと思い、口に出すこともためらう。人質に取ったブルマが、「てっきり裸にされて『へろへろ』とか『きょいきょい』とか『ぱふぱふ』とか『いんぐりもんぐり』とかされるかと思った」と発言した際には、慌てふためきブルマを変態呼ばわりしていた。
名前の由来に関して鳥山は、ピラフは「食べ物で統一したかったようですね」、シュウとマイは合わせて「シュウマイ」と述べている。

## ストーリーへの絡み
- エイジ749 - 世界征服のためにドラゴンボールを集める。ドラゴンボールを持っていた悟空たちを出し抜いて、奪うことに成功し、神龍を呼ぶものの、ウーロンがとっさに言ったスケベな願いで妨害される。その仕返しに悟空たちを強化ガラス張りの監禁室に閉じ込め、干乾びさせようとする。だが満月を見て大猿に変身した悟空に城を全壊され、慌ててプロペラ機で逃亡を図るが瓦礫を投げ付けられて墜落する。
- エイジ750 - 占いババの課した試合に勝ち特殊ケースに隠した一星球の在処を知ってやって来た悟空と、ドラゴンボールを賭けピラフマシンで戦う。事前に人工衛星を使って監視しており、悟空は尻尾を握られると力が抜けるという弱点を知り、利用して勝つ作戦だったが、悟空の尻尾が無くなっていたために握ることができず、あっさり敗れる。
- エイジ753 - 電子ジャーに封じられていたピッコロ大魔王を探し出し復活させる。ドラゴンボールや天下一武道会のことを教え、ピッコロ大魔王が世界征服を果たした際に世界の一部を分けてもらおうと画策していたが、結局散々利用された挙句飛行船から落とされた。なお、原作漫画ではこれ以降は登場しない。『DRAGON BALL 冒険SPECIAL』では、ピッコロと悟空に恨みのコメントをしていた[3]。
- エイジ778 - ドラゴンボールを狙うものの、船が壊れて難破しているところをトランクスと孫悟天に救助される。ブルマの誕生日パーティー中であり、屋台の食事を提供される。それ以前にドラゴンボールをようやく集めたが、世界を征服しても「ジジイになったのでは意味がない」と、神龍に若返りを願うが若返りすぎたことにより、3人とも子供の姿になっている。食べ物に困窮した時には3人でトランクスの家に頼るが、放浪癖があり食客とは言い難い立場ではある。トランクスと一緒に家庭教師の授業を共に受けたり、食事の返礼にブルマやブリーフ博士の助手として発明を手伝ったりもしている（『神と神』『復活の「F」』『ドラゴンボール超』）。

鳥山明によると、原作漫画ではピッコロ大魔王編以降登場しないが、その後もずっと世界征服を狙って密かに活動していて、セルが登場したことでもう少し様子を見ようと計画を延期し、やっと活動を再開しようと思ったら今度は魔人ブウが出てきてまた延期したという。
※ アニメでは、上記の時期以外にも登場している（詳しくは後述）。なお、『ドラゴンボールZ』および『ドラゴンボール改』には登場しない。

## ピラフ
声 - 千葉繁
エイジ715生まれ、身長不明、体重32Kg。趣味は世界征服、嫌いなものは計画をジャマするヤツ、得意技は天才的頭脳。
世界征服を企む大王。水色の肌をしており、身長が低い。ピッコロ大魔王編の時点で38歳。モンスター型地球人であり、ピラフの場合は特殊な能力を持たない見た目だけのタイプ。3人の中でも特に間抜けな性格で、シュウとマイを手足のように使い世界征服を企んではいるが、目的を達成した際に何をするかまでは考えていなかった。着ている服には「炒飯」の中国式簡体字の漢字（炒饭）が入っている。読みが「チャーハン」なのは鳥山明流のギャグ。帽子に入った星印は、ドラゴンボールを狙っているという意味合いがある。自称偉大な科学者で、ドラゴンボールの位置を特定不能にする特殊なケースや、合体機能を持つ乗り込み型の戦闘用ロボット・ピラフマシンなどを製作。戦闘力は一般人並みだが、科学力・資金力は、レッドリボン軍やブルマと互角に渡り合えるだけのものがあり、鳥山明は「ああ見えても、頭いいんですよ」と語っている。

### アニメ・映画でのピラフ
『ドラゴンボール』
第1話から登場。ドラゴンボールを実際に奪うまでに何度も失敗し、退散する様子が描かれていた。また、シュウとマイがピラフとともにいるシーンでピラフが他人からドラゴンボールに関して情報を得るシーンも存在する。
レッドリボン軍編でも登場。飛行要塞ともいうべきマシンを使用し、悟空やレッドリボン軍のシルバー大佐と、三つ巴のドラゴンボール争奪戦を繰り広げた。骨董屋で偽物のボールを掴まされた後、シュウに悟空のかぶりものをかぶせてチチの結婚式に忍び込み、一旦は六星球を手に入れることに成功。しかし最終的にはシルバーに要塞を撃墜され、六星球も奪われる。
ドラゴンボールを賭けた悟空との対戦に備え、ピラフマシンの性能テストを行う様子が描かれていた。
第23回天下一武道会後にも再登場。火喰い鳥の卵を奪いマニアに売り付けようと企むが、キウイ火山で青年に成長した悟空と再び遭遇して倒された。その後フラッペ山の雪山では、悟空から芭蕉扇を奪うが使い方がわからず、うっかり自分たちを扇いで吹き飛んだ。
『ドラゴンボールGT』
年老いた姿で登場し、歯も数本しか残っていなかった。究極のドラゴンボールを狙って神の神殿に侵入するが、神龍を呼んだ際に悟空と対峙し、不用意な発言で悟空を子供の姿にする願いを叶えてしまい、世界征服の夢は果たせないまま終わった。その後も地球爆発の際、瞬間移動で迎えに来た超サイヤ人4の悟空に驚いて逃げようとしていた。
『ドラゴンボール超』
後述の劇場版と同様、3人とも若返った姿で登場する。アニメでは第6・第7宇宙破壊神選抜格闘試合に来ていないが、『Vジャンプ』連載の漫画版では観戦に来ている。格闘試合後に悟空が遅発性乱気症にかかって弱ったことを知り、バイトで稼いだ全財産で作ったピラフマシンで悟空に復讐しようとするが、ピッコロの声に驚いて逃走。その時うっかり一緒に連れてきてしまったパンによりピラフマシンも大破した。
かつての資金力も底をついており、ドラゴンボールを揃えても、世界征服よりお金と食料という内容だった。“未来”トランクス編以降はトランクスに誘われ3人共カプセルコーポレーションに居候しており、トランクスと一緒に授業を受けたり、ブルマやブリーフの研究の手伝いをしたりしている。
プログラミングスキルはブルマが感心するほど高く、タイムマシンの修理完了直前に「面白みのないプログラム」と言いつつ勝手に緊急時の再起動プログラムを改良した。また、漫画版ではブルマもできなかったタイムマシンの改良を行い、「私もまだまだだわ」と言わせた。
未来トランクスの次元では、マイと違ってピラフとシュウは登場せず、“未来”トランクス編の漫画版では何らかの出来事が彼に起こったらしいが、未来のマイがエピローグで「ピラフ様があんなことになるなんて」と語ったのみで、詳細は明かされなかった。単行本のおまけページでは、未来の自分を救うためにタイムマシンを作る姿が描かれている。
『ドラゴンボール 摩訶不思議大冒険』
冒頭に登場。ドラゴンレーダーを開発するが用済みとなり、桃白白に始末され、悲鳴をあげる（直接的なシーンはない）。
『ドラゴンボールZ 神と神』
物語開始以前に一度ドラゴンボール集めに成功し、「老人のままではカッコ悪い」と若返りを願ったことにより3人とも子供の姿になっている。今度は大金持ちになる願いを叶えようとドラゴンボールを盗みにブルマの誕生パーティー会場へ忍び込むが、トランクスに見つかり騒動を起こす。初対面した孫悟天が悟空の幼少期に似ているため、悟空が自分たちのように小さくなったのだと勘違いしていた。小さくされた影響でピラフは「どんなアルバイトにも雇ってもらえなかった」と悔しがっていたが、逆にシュウは「犬の寿命をとっくに越えていたので嬉しい」と喜んでいた。当初はただのコソ泥がこの役回りの予定だったが、フルメンバーということでよく知られているピラフ一味が登場することになった。
『ドラゴンボールZ 復活の「F」』
『神と神』同様に子供の姿で登場する。世界征服を狙いドラゴンボールをすでに6個集めていたが、フリーザ軍残党のソルベたちに目を付けられてしまい、不本意ながらフリーザを蘇らせる手助けをしてしまう。

### その他の作品でのピラフ
『ドラゴンボールZ外伝 サイヤ人絶滅計画』
デンデ（神様）に変装した姿で登場するが、願いが2つに増えているのを知らなかったため、見破られるものの、願いを叶えることに成功。内容は世界征服ではなく、Z戦士を金縛りにして、破壊された別荘を島ごと復元するという内容だった。
『ドラゴンボールZ カカロット』
原作では未登場の『Z』の期間における動向がサブストーリーで描かれる。サイヤ人編において、悟空を倒すために盗品のガイコツロボを改造していたが途中で暴走し、たまたま通りかかった孫悟飯に倒してもらう。その後、人造人間編においてガイコツロボの残骸から集めたパーツを使って新型ピラフマシンを作り、悟空と戦わせるが倒される。魔人ブウ編ではミスター・サタンにスーパーピラフマシンを売り付けようとするがやはり失敗する。
本作でピラフは「かつてとある地方のほんの一部で栄えたメシキヤ族の王子」であることが語られた。ピラフの父である王が世界征服を企てるが、最初に攻めた隣の部族に惨敗したため、ピラフは宝を持って逃亡し、その宝を売った金で城を建てたり、武器やメカを買い集め、金が尽きかけたところにドラゴンボールの存在を知ったという。また、本作ではピッコロ大魔王のことは偶然蘇らせたと語られている。
DLC「波乱の天下一武道会」では第23回天下一武道会終了後の様子が描かれ、世界征服の障害となる悟空をならず者を雇って打倒しようとしていた。肝心の悟空が成長していたために本人と気付かず戦いを挑み、返り討ちに遭うというアニメ『ドラゴンボール』の終盤のような展開も描かれている。最終的には食べたら腹痛を起こす「お腹ピーピーケーキ」を悟空の天下一武道会優勝と結婚の祝いと称して渡すも、全く疑わない悟空に歓迎を受け、チチの手料理をご馳走されたことで良心の呵責に悩み、ケーキを回収して退散した（ケーキはその後、うっかり自分で食べてしまった）。
『CROSS EPOCH』
『ONE PIECE』のバギーとともに登場する。なお、バギーの担当声優もピラフと同じく千葉繁。

## シュウ（ソバ）
声 - 玄田哲章
ピラフの部下の一人。犬の姿をした動物型地球人で、忍者のような服装をしている。ピラフよりは常識的だが、それでも抜けた性格。アニメでは服装に合わせて軽快な動きも見せるが、特に忍術を使えるわけではない。ピラフマシンで悟空に敗れた際、道着が焼けこげた悟空に服を取られたことがある。
原作では「シュウ」の他に、もう一つ「ソバ」という名前が存在する。これはアニメ化にあたり鳥山が名前を求められた際、ソバと名付けたことを忘れ再度シュウと命名してしまったため。結局原作・アニメともにシュウが正式名称となったが、原作ではそれ以後もソバになっている箇所がある。単行本7巻の巻末コーナーでは、「ショウ」とまたさらに名前を間違えられていた。後に刊行された単行本の完全版では、名前は全て初期設定のソバに統一され、関連した台詞はソバに差し替えられた。『ドラゴンボールZ 神と神』以降は正式名称のシュウで全て統一されている。

### アニメ・映画でのシュウ（ソバ）
『ドラゴンボール』
第1話から登場。原作同様、3人セットで描かれている。レッドリボン軍編では、悟空のかぶりものをして六星球を手に入れるという活躍をみせている。原作では省かれていたピラフマシン戦後から第22回天下一武道会までの3年間の出来事が数話オリジナルエピソードで描かれており、その間の悟空はずっとシュウの服を着たまま行動していた。
『ドラゴンボール超』
後述の劇場版と同様、3人とも若返った姿で登場する。しかしピラフに使い走りにされた時は「俺、もう老犬なのに」と文句を言っていた。
『ドラゴンボールZ 神と神』
物語開始以前に一度ドラゴンボール集めに成功し、若返りを願ったことにより3人とも子供の姿になっている。小さくされた影響でピラフは「どんなアルバイトにも雇ってもらえなかった」と悔しがっていたが、逆にシュウは「犬の寿命をとっくに越えていたので嬉しい」と喜んでいた。
『ドラゴンボールZ 復活の「F」』
『神と神』同様に子供の姿で登場する。機転を利かせ二つ目の願いで100万ゼニーを手に入れることに成功。その大金で、ご馳走を食べるために立ち去っていった（彼らいわく「まずは腹ごしらえからだ」ともんじゃ焼きを食べに行った）。

## マイ
声 - 山田栄子
ピラフの部下の一人。将校風の服装をした長髪長身の女性。シュウ同様ピラフよりは常識的だがどこか抜けており、無意識のうちにウンチを取り出しているなど下ネタが好きな一面があり、それをピラフにたしなめられたこともある。ただし、性的なことには純情で「投げキッス」を最大級のエッチなことと認識して赤面した。

### アニメ・映画でのマイ
『ドラゴンボール』
第1話から登場。原作と同じく、3人セットで描かれている。ドラゴンボール探知機を作っているシーンがあるが完全なものではなかった。他の2人といつも悲惨な目にあっている。悟空を追った先の雪山が女性が登ると猛吹雪を起こす山と知ったピラフに、勢いよく蹴り落とされていた。またこの時はチチを人質に取るが、相手が悪くあっさりと返り討ちに遭う。
『ドラゴンボールGT』
ピラフとシュウ同様、年老いた姿で登場。
『ドラゴンボール超』
ピラフ、シュウと共に若返っている。マイに好意を持つトランクスに誘われ、カプセルコーポレーションに身を寄せている。
『ドラゴンボール超』（未来）
“未来”トランクス編では、ゴクウブラックと戦い続ける未来世界のトランクスの同志として大人の姿で登場。
未来のマイが若返っている理由は、未来世界のピッコロが人造人間17号と人造人間18号と闘い殺害される直前（エイジ767頃）の時期に、ピラフ一味が地球のドラゴンボールを使用した、ピラフの「うんとうーんと若くしてくれ」という願いを聞き入れた神龍が、3人を赤ん坊にまで若返らせたため。この時に未来のトランクスとマイが出会う。
“未来”トランクス編の序盤に、ゴクウブラックの攻撃からトランクスを庇い倒れる。この時トランクスはマイが死んだと思っていたが、実際には気絶していただけで一命は取り留めていた。
アニメと漫画では、マイの立場に違いがある。アニメではブラックに対抗するレジスタンスの中心人物だが、漫画版にはレジスタンス自体が存在せず、トランクスにとって大切な人物であることが強調された。
アニメではトランクスがタイムマシンで過去の世界から悟空とベジータを連れてくるまでの間、抵抗軍を指揮して持ちこたえていた。その後も危機に陥った悟空たちを救護したり、ゴクウブラックのアジトを突き止め、未来のブルマが遺した通常の弾より数倍強力なエネルギー弾を用いて、ブラックの意識外からの遠距離狙撃で、ブラックの暗殺を試みるなどしている。ゴクウブラックとザマスとの最終決戦では、トランクスが土壇場の見様見真似で放った魔封波を壺で受け止める役目を担った。
全王が未来世界ごとザマスを消滅させたため帰る場所がなくなるが、ダーブラとの闘いで界王神が命を落とす前、すなわち人間0計画を行う以前のザマスを封じる術を知る破壊神ビルスが生存する新たな並行世界で生きることを、ウイスから提案される。同時に提示された問題点、「その世界には本来のトランクスとマイもおり、彼らと2人ずつになってしまう」運命を受け入れ、悟空たちに見守られながらトランクスと共に旅立っていった。ピラフとシュウの安否については、最後まで語られなかった。漫画版ではピラフに未来のことを聞かれたが、「ピラフ様があんなことになるなんて」と意味深な発言をし、詳細を語らないまま未来に帰ったためピラフは気にし続けていた。
この一連の出来事により、現代のトランクスとマイにも変化が訪れる。アニメ・漫画共に、未来トランクスに惹かれるマイを振り向かせようと奮闘するトランクスと、自分の気持ちに整理をつけ少年トランクスを受け入れるマイ、である。
漫画版では未来トランクスに一目惚れしたが、シリアスな世界観について行けないと身を引く。少年トランクスに「いまのところやっぱりアンタが一番好きだわ。ちょっと待てばカッコよくなるみたいだし…」と理由が追加された。
漫画版のスーパーヒーロー編でも変わらずカプセルコーポレーションに従業員扱いで居候しているが、年月の経過によって成長しており、近所の疑いの目を逸らすためにトランクスや悟天と同じハイスクールに編入させられる。トランクスには相変わらず想いを寄せられているが進展している様子は無く、マイ自身もやや素っ気ない態度だった。以前と比べてクールで頭脳明晰な面が強く、転校生のベーターが人造人間であることや、スパイロボットで偵察されていることにすぐに気付き、また、クリリンと協力してDr.ヘドの捕縛に動くなど行動力も増しており、未来のマイを彷彿させるように成長している。一方、トランクスが扮したサイヤマンX1に助けられると、かつての未来トランクスへの恋心を思い出してうっとりするような面も描かれている。しかし「この世界のトランクスは1人」だと思い返してすぐにその正体に気付き、Dr.ヘドが逃げた際には彼を鼓舞して追わせた（この際にトランクス念願のデートの約束もしている）。
『ドラゴンボールZ 神と神』
物語開始以前に一度ドラゴンボール集めに成功するも、願ったピラフの予想を遥かに超えた若返り＝子供の姿に、ピラフ・シュウと共になっていた。ドラゴンボールを探してブルマの誕生日パーティーに紛れ込んだが、かつてドラゴンボールを巡って敵対した悟空一派の集まりとは思っておらず、当時の悟空に生き写しの悟天やブルマの姿に怯えていた。
その際、トランクスに一目惚れされ、彼の要望によりガールフレンドの振りをすることとなった。物語終盤には本当のガールフレンドとなったようで、ヤシの木の上でトランクスに手を握られた時には、微笑みを向けていた。生年月日は公開されていないので真偽は不明だが、この時点で41歳であると自称している。
『ドラゴンボールZ 復活の「F」』
『神と神』同様に子供の姿で登場する。トランクスとの交際は続いている模様。

### その他の作品でのマイ
『DRAGONBALL EVOLUTION』
ピッコロ大魔王の部下という設定で登場。長髪黒髪のアジア人風の容姿の女性で、武術にも長け変身能力を有していた。
演じたのは田村英里子で、吹き替えは甲斐田裕子。
『ドラゴンボールヒーローズ』
ユニバースミッション1弾『監獄惑星編』に登場。
トランクスが監獄惑星に囚われたことを知り、悟空やベジータと救出に向かう。2弾ではURとして参戦する。
『ドラゴンボールZ カカロット』
シュウと共にピラフ一味の一人として登場し、ピラフ関連のサブストーリーに関わったり、フィールド上にNPCとして現れる。魔人ブウ編までのストーリーであるため、トランクスとの絡みはまだ無いが、コミュニティーボードにマイとトランクスのソウルエンブレムを並べて配置すると「気になるふたり」というセットボーナスが発生する。

## 装備、設備など
シュウのロボット
シュウが乗る小型ロボット。悟空たちからドラゴンボールを奪うために使用。昆虫のような4本足で、右手が銃、左手がマニピュレーターになっている。無線で外部との通信も可能。鳥山明によるとSF3Dの模型をイメージしており、ロボットというよりパワードスーツのようなもの。
ピラフマシン
ピラフが開発を行い、ピラフ一味が乗り込む戦闘用ロボット。ピラフロボット、ピラフロボとも呼ばれる。アニメでは「モビルスーツ」と発言していた。3機で構成され、合体機構も搭載。超合金α（アルファ）製の装甲に加え、強大なパワーを持っている。
劇中、悟空とのドラゴンボールを賭けた戦いで使用されるものの苦戦し、3機が合体し大きなヒューマノイド形態になるが敗北。
鳥山明によると「当時合体ロボットが多くて、半分パロディで登場させたと思います」とのこと。
原作では3機とも機体色はオレンジだが、アニメではピラフ機はブルー、マイ機はピンク、シュウ機はグリーンで塗装されている。
テレビゲーム『ドラゴンボールZ Sparking! NEO』ではWii版のみピラフマシンが隠しキャラクターとして登場、ピラフ機とヒューマノイド形態を使用できる。
ピラフマシン1番機（ピラフ機）
球形状の機体。ヒューマノイド形態やダチョウ形態では頭部を担当。
ピラフマシン2番機（マイ機）
3つの機体の中で最も大型の機体。ヒューマノイド形態では胸部を担当。劇中、ヒューマノイド形態となるが、悟空のかめはめ波の一撃で撃破される。
テレビゲーム『ドラゴンボールZ Sparking! NEO』では、ガトリングガンと二門のレーザー砲「ダブルバスター」が装備されるなど武装面も充実している。『ドラゴンボールZ ドッカンバトル』においても採用された。
ピラフマシン3番機（シュウ機）
大きな脚部を持つ機体で、ヒューマノイド形態やダチョウ形態でも脚部を担当。
ヒューマノイド形態
3つの機体が合体した形態。劇中では、悟空のかめはめ波の一撃で胸部（マイ機）が大破する。
ダチョウ形態
ピラフ機とシュウ機が合体した形態。劇中ではマイ機（ヒューマノイド形態の胸部）が破壊され逃走を試む際に変形。追って来た悟空にミサイルを撃つが投げ返されて大破した。
新型ピラフマシン
『ドラゴンボール超』で登場。ピラフがアルバイト代のすべてをつぎ込んで開発した。
スーパーピラフマシン
『ドラゴンボールZ カカロット』で登場。ピラフが偶然開発できたガイコツロボ。強固な爪を持ち、ボディの素材はどんな攻撃にもビクともしないというカタクリ鋼でできている。高性能追跡レーダーや切り札として自爆機能を備えている他、料理、介護、草むしりから戦闘まで幅広く役に立つスーパーマシン。ピラフによると言われた命令は必ず守り、ちゃんと家まで戻ってくる利口なロボだというが、悟飯に敗れた際に強い衝撃を受けて壊れ、ピラフのもとまで戻った後に自爆した。
ピラフの城
ピラフ一味の住む城。1階にあたる土台部分は飛行機の格納庫が設置されているほか、敵の侵入を防ぐ罠や迷路になっている。塔の最上階は寝室と司令室になっており、すぐ下の階はゲーム部屋になっている。屋根にある巨大アンテナで世界の情報を収集している。ゲーム部屋の隣が鉄壁の強度を誇るガラス張りの監禁室になっており、ここに悟空たちが閉じ込められたが、大猿になった悟空によって城もろとも破壊された。『ドラゴンボールGT』では、地球が爆発することになり悟空がピラフ一味を瞬間移動で迎えに行く場面があるが、城は壊れたままの状態だった。
特殊ケース
ピラフが抱えて膝の上に置ける大きさの箱。ドラゴンボールから出る電波を遮断し、中に入れたボールはドラゴンレーダーで探知できなくなる。
ピラフの空中基地
ピッコロ大魔王にピラフが提供した飛行艇。上部の大型ドームに指令室を設け、各部に銃座を配備している。翼下には大型燃料タンクを装備しており、長距離移動が可能。ピラフはここでピッコロ大魔王を復活させた。鳥山によるとB-29爆撃機のイメージで、作中に登場する乗り物の中で3番目に気に入っており、乗り物の中でドラマが出来そうで好きでしたと語っている。
ピラフの秘密基地
アニメ第一作に登場。攻撃可能な飛行要塞が格納できるだけの大きさがある、竹の子型の基地。ピラフの住みかにもなっており、通常は砂漠の下にある。エイジ750、この秘密基地でレッドリボン軍が六星球を入手している。
戦闘ロボット
アニメ第一作終盤に登場。青年となった悟空とフラッペ山で再会した際に3人がそれぞれが使用していた戦闘用マシン。頭部が無く胴体が操縦席になっており、火炎放射器やロケット弾などを装備している。
ドラゴンレーダー
アニメ第一作では、巨大なドラゴンレーダーが登場。
アニメ『ドラゴンボール超』では、ブルマが作ったものと同型のものが登場。防水製となっている。